# Richard Egan (Diplomat)

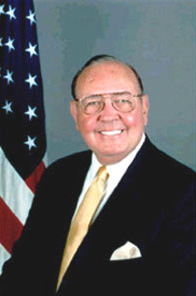
Richard Egan (2001)

Richard J. „Dick“ Egan (* 28. Februar 1936 in Milton, Massachusetts; † 28. August 2009 in Boston, Massachusetts) war ein US-amerikanischer Unternehmer und Diplomat. Egan war Mitbegründer der EMC Corporation und Botschafter der Vereinigten Staaten in der Republik Irland. Er galt als einer der erfolgreichsten Unternehmensführer in den USA im 20. Jahrhundert.
1961 absolvierte Egan die Universität mit dem Abschluss Bachelor of Science in Elektrotechnik auf der Northeastern University in Boston. 1963 war er mit einem Team bei der Entwicklung von Speichersystemen für das Apollo-Programm der NASA beteiligt.
Im Korea-Krieg diente er bei den U.S. Marines.
Mit Roger Marino gründete er 1979 die EMC Corporation, die sich innerhalb von wenigen Jahren zum größten unabhängigen Hersteller von Speichersystemen und zu einem der wirtschaftlich erfolgreichsten Unternehmen in den USA entwickelte. Bis Januar 1992 war Egan Chief Executive Officer der EMC Corporation.
Am 14. März 2001 ernannte Präsident George W. Bush Richard Egan zum US-Botschafter in Irland. Er hatte dieses Amt bis 31. Januar 2003 inne.
Im Alter von 73 Jahren starb Egan, der unter anderem an Diabetes und Lungenkrebs im Endstadium erkrankt war, im August 2009 durch Selbsttötung.